# Sinclair ZX81

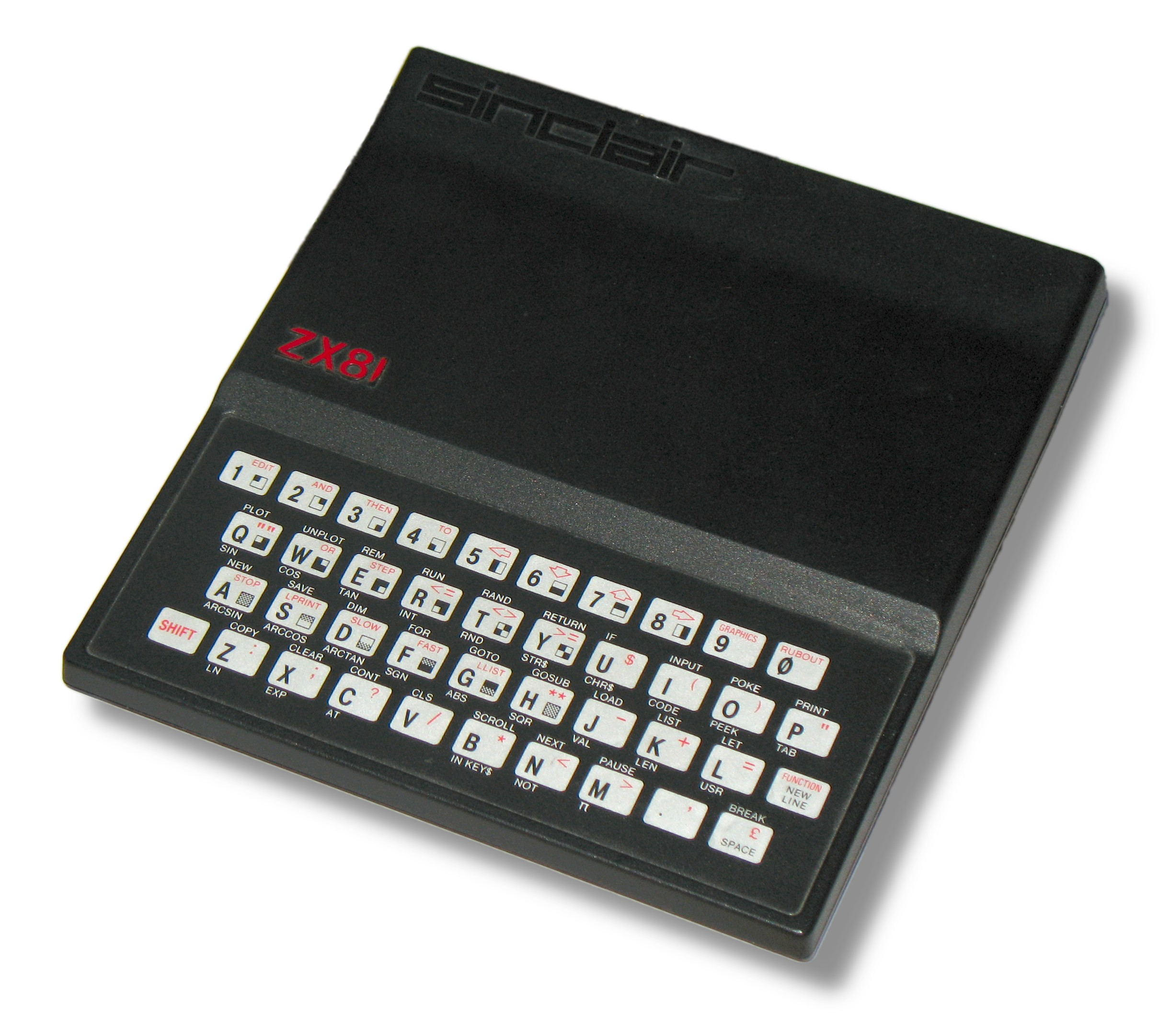
ZX81

De ZX81 is een homecomputer die door Sinclair Research van Sir Clive Sinclair in maart 1981 op de markt werd gebracht. Het was de opvolger van de Sinclair ZX80. Hij werd geproduceerd door Timex. In Nederland werd de ZX81 in beperkte oplage ook verkocht door Bang & Olufsen onder de naam "Beocomp".

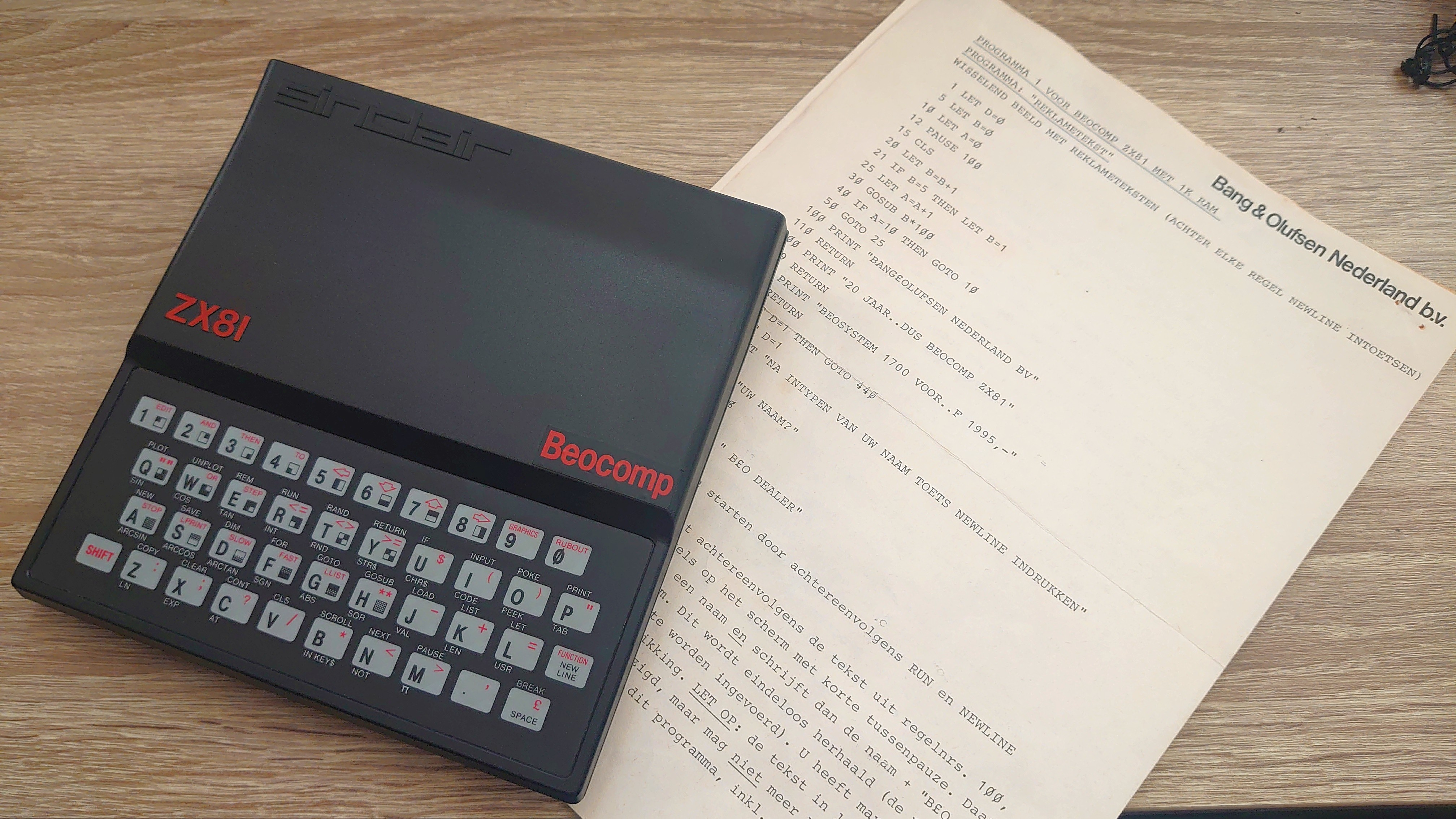
Beocomp ZX81

## Kenmerken
De ZX81 is grotendeels hetzelfde als zijn voorganger, maar er zijn toch een paar verschillen. Zo werd de ZX81 geleverd in een zwarte uitvoering terwijl de ZX80 wit was. Net als bij de ZX80 is een membraantoetsenbord gebruikt; het indrukken van een toets was dan ook niet duidelijk voelbaar.
Een groot voordeel van de ZX81 ten opzichte van de ZX80 was onder andere de uitbreiding met floating point-berekeningen en de mogelijkheid slow mode te gebruiken. De ZX80 kende alleen een fast mode waarbij tijdens het doorlopen van een computerprogramma (inclusief het verwerken van toetsaanslagen!) geen uitvoer naar beeldscherm beschikbaar was. Bij de ZX81 kon men nu tijdens de verwerking van een programma wel beeld blijven zien. Nadeel was wel dat daardoor de berekeningen tot viermaal langzamer konden plaatsvinden. De ZX81 heeft namelijk uit kostenbesparing geen afzonderlijke grafische chip. De Z80-processor moet daarom zelf de beeldschermuitvoer verzorgen en is hier tot wel 75% van de tijd mee bezig. De computer kan behalve tekst ook grafische tekens weergeven. Hiermee kon men "plotten" met een resolutie van 64x44. Hobbyisten schreven later software waarmee de computer in staat bleek om ook graphics in een resolutie van 256x192 pixels weer te geven.
Een zwak punt waren de externe RAM-uitbreidingsmodules waarmee het geheugen met 16 kilobytes (of tot wel 64 kilobytes) kon worden uitgebreid. De bevestiging van de modules was zo wankel dat vaak een reset van de computer volgde wanneer de geheugenmodule per ongeluk werd aangeraakt ("RAM pack wobble"), of zelfs als de tafel waarop de computer stond trilde.
Het vorige model ZX80 was bijna geheel opgebouwd uit discrete componenten en TTL IC's (21 stuks). In de ZX81 daarentegen zitten nog maar vier voor die tijd hoog-geïntegreerde componenten. Deze componenten zijn een 1K RAM IC, een 8K ROM IC, een Z80 processor en de zogenaamde Glue chip (een Uncommitted Logic Array (ULA) gemaakt door Ferranti) die alle communicatie tussen de chips en de buitenwereld regelde. De ZX80 en ZX81 zijn technisch bijna gelijk aan elkaar. De ZX80 kan daarom gemakkelijk worden omgebouwd naar een ZX81.
In totaal zouden er meer dan 1,5 miljoen ZX81's worden verkocht. Het model werd in 1982 opgevolgd door de ZX Spectrum.

## Geschiedenis
- februari 1980 - Sinclair Research kondigt de ZX80 aan voor de Noord-Amerikaanse markt
- 5 maart 1981 - Sinclair presenteert de ZX81 voor de Britse markt.
- december 1982 - Er zijn al 250.000 ZX81 computers geproduceerd.
- augustus 1983 - Er zijn 500.000 ZX81 computers geëxporteerd naar 30 landen.
- 23 april 1982 - De ZX Spectrum wordt gepresenteerd als opvolger van de ZX81.